# Crecimiento hiperbólico

La función recíproca muestra crecimiento hiperbólico.

Cuando una cantidad crece hacia una singularidad matemática ante variaciones finitas se dice que experimenta un crecimiento hiperbólico.
Con más precisión, la función recíproca {\displaystyle 1/x} tiene una hipérbola como gráfico con singularidad en 0, lo que significa que el límite de {\displaystyle x\to 0} es infinito o asintótico: cualquier gráfico similar muestra tal crecimiento.

## Descripción
Si el resultado de una función es inversamente proporcional a su insumo, o inversamente proporcional a la diferencia de un valor dado {\displaystyle x_{0}}, la función mostrará un crecimiento hiperbólico, con una singularidad en {\displaystyle x_{0}}.
En el mundo real es un crecimiento creado por ciertos mecanismos no lineales.

### Comparaciones con otros tipos de crecimiento
Del mismo modo que los crecimientos exponencial y el logístico, el hiperbólico es no lineal, pero se distinguen en varios aspectos. Las tres funciones presentan convexidad, sin embargo su comportamiento asintótico es muy diferente:
- El crecimiento logístico está restringido (límite finito aun cuando el tiempo sea infinito),
- El crecimiento exponencial crece hasta infinito si el tiempo es infinito (pero siempre es finito si el tiempo es finito),
- El crecimiento hiperbólico tiene una singularidad en tiempo finito (crece hasta infinito con tiempo finito).

## Aplicaciones

### Población
Ciertos modelos matemáticos sugieren que hasta la década de 1970 la población mundial experimentó un crecimiento hiperbólico (véase, por ejemplo, Introduction to Social Macrodynamics por Andrey Korotayev et al.). También se demostró que hasta la década de 1970 el crecimiento hiperbólico de la población mundial fue acompañada por un crecimiento cuadrático-hiperbólico del PIB mundial, y se han desarrollado una serie de modelos matemáticos que describen tanto este fenómeno. El crecimiento hiperbólico de la población mundial y el crecimiento cuadrática-hiperbólico del PIB mundial observados hasta la década de 1970 se han correlacionado por Andrey Korotayev y sus colegas para una segunda opinión positiva orden no lineal entre el crecimiento demográfico y el desarrollo tecnológico, descrito por una cadena de la causalidad: el crecimiento tecnológico conduce a una mayor capacidad de carga de la tierra para la gente, lo que lleva a más personas, lo que conduce a más inventores, que a su vez conduce a un crecimiento aún más tecnológico. Otros modelos sugieren un crecimiento exponencial, logístico crecimiento, u otras funciones.

## Ejemplo matemático
La función
{\displaystyle x(t)={\frac {1}{t_{c}-t}}}
presenta crecimiento hiperbólico con una singularidad en el momento {\displaystyle t_{c}}: en el límite de {\displaystyle t\to t_{c}}, la función llega a infinito.
In extenso, la función
{\displaystyle x(t)={\frac {K}{t_{c}-t}}}
presenta crecimiento hiperbólico, donde {\displaystyle K} es un factor de escala.
Hay que percibir que esta función algebraica puede contemplarse como solución analítica para la función diferencial:
{\displaystyle {\frac {dx}{dt}}={\frac {K}{(t_{c}-t)^{2}}}={\frac {x^{2}}{K}}}
Esto significa que con el crecimiento hiperbólico la tasa de crecimiento absoluto de la variable x en el momento t es proporcional al cuadrado del valor de x en el momento t.
Respectivamente, la función cuadrático-hiperbólica es tal como sigue:
{\displaystyle x(t)={\frac {K}{(t_{c}-t)^{2}}}.}

### Matemáticas
- Singularidad matemática

### Crecimiento
- Crecimiento exponencial
- Crecimiento logístico